# Maryrose et Rosemary
Pour plus de détails, voir Fiche technique et Distribution.
Maryrose et Rosemary (Wedding Rehearsal) est un film britannique en noir et blanc réalisé par Alexander Korda, sorti en 1932.

## Synopsis
Un jeune homme résiste aux tentatives de sa famille de lui trouver une épouse parmi la bonne société, mais il finira par tomber amoureux de la secrétaire de sa grand-mère.

## Fiche technique
- Titre : Maryrose et Rosemary
- Titre original : Wedding Rehearsal
- Réalisation : Alexander Korda
- Scénario : Helen Gardom
- Direction artistique : O.F. Werndorff, Vincent Korda
- Photographie : Leslie Rowson
- Son : George Burgess
- Montage : Hal Young
- Musique : Kurt Schröder
- Production : Alexander Korda
- Société de production : London Film Productions
- Société de distribution : Ideal Films
- Pays d’origine :  Royaume-Uni
- Langue originale : anglais
- Format : noir et blanc - pellicule : 35 mm - Format d'image : 1,37:1 - son : Mono (ASFI Tobis Sound System)
- Genre : Comédie
- Durée : 84 min (il existe une version de 79 minutes)
- Dates de sortie :
  - Royaume-Uni : 1er octobre 1932
  - France : 21 avril 1933

## Distribution
- Roland Young : Reggie, Marquis de Buckminster
- George Grossmith : Lord 'Bertie' Stokeshire
- John Loder : John 'Bimbo' Hopkins
- Wendy Barrie : Lady Mary Rose Roxbury
- Joan Gardner : Lady Rose Mary Roxbury
- Merle Oberon : Miss Hutchinson
- Lady Tree : Susan, Comtesse de Stokeshire
- Kate Cutler : Marquise douairière de Buckminster
- Maurice Evans : George 'Tootles' Thompson
- Morton Selten : Major Harry Roxbury
- Edmond Breon : Lord Fleet
- Lawrence Hanray : rédacteur en chef
- Diana Napier : Mme Dryden
- Rodolfo Mele : le chanteur dans le cabaret
- Elsie Waters : Nellie